# (5686) Chiyonoura
(5686) Chiyonoura es un asteroide perteneciente al cinturón de asteroides descubierto el 20 de diciembre de 1990 por Masanori Matsuyama y el también astrónomo Kazuro Watanabe desde el Kushiro Marsh Observatory, Hokkaido, Japón.

## Designación y nombre
Designado provisionalmente como 1990 YQ. Fue nombrado Chiyonoura en homenaje a una hermosa playa de arena entre Bentengahama y Shiundai, en la parte sur de la ciudad de Kushiro. Se está construyendo un nuevo puerto y la playa está desapareciendo gradualmente como resultado de la erosión.

## Características orbitales
Chiyonoura está situado a una distancia media del Sol de 2,383 ua, pudiendo alejarse hasta 2,881 ua y acercarse hasta 1,885 ua. Su excentricidad es 0,208 y la inclinación orbital 1,455 grados. Emplea 1344,04 días en completar una órbita alrededor del Sol.

## Características físicas
La magnitud absoluta de Chiyonoura es 14,1. Tiene 3,89 km de diámetro y su albedo se estima en 0,352. 